# Maciejowice (Kozienice)
Pour les articles homonymes, voir Maciejowice.
Maciejowice (prononciation : [mat͡ɕejɔˈvit͡sɛ]) est un village polonais de la gmina de Głowaczów dans le powiat de Kozienice de la voïvodie de Mazovie dans le centre-est de la Pologne.

## Histoire
De 1975 à 1998, le village appartenait administrativement à la voïvodie de Radom.